# Takla Lake
Takla Lake är en sjö i Kanada.   Den ligger i provinsen British Columbia, i den centrala delen av landet, 3 600 km väster om huvudstaden Ottawa. Takla Lake ligger 684 meter över havet. Arean är 245 kvadratkilometer. Den sträcker sig 73,8 kilometer i nord-sydlig riktning, och 49,0 kilometer i öst-västlig riktning.
Trakten runt Takla Lake är nära nog obefolkad, med mindre än två invånare per kvadratkilometer.